# Brains-sur-Gée
Brains-sur-Gée è un comune francese di 696 abitanti situato nel dipartimento della Sarthe nella regione dei Paesi della Loira.

## Società

### Evoluzione demografica
Abitanti censiti